# إيليا كابريلي
إيليا كابريلي (بالإيطالية: Elia Caprile)‏ هو لاعب كرة قدم إيطالي في مركز حراسة المرمى، ولد في 25 أغسطس 2001 في فيرونا في إيطاليا.

## وصلات خارجية
- إيليا كابريلي على موقع قاعدة بيانات كرة القدم.إي يو (الإنجليزية)
- إيليا كابريلي على موقع Soccerway.com (الإنجليزية)
- إيليا كابريلي على موقع عالم كرة القدم.نت (الإنجليزية)